# Ли, Стивен Дилл
Стивен Дилл Ли (англ. Stephen D. Lee; 22 сентября 1833 — 28 мая 1908) — американский политик и военный, генерал армии Конфедерации в годы гражданской войны, в ходе которой командовал артиллерией, пехотой и военными департаментами. После войны был президентом Миссисипского университета.

## Ранние годы
Стивен Ли родился в Чарлстоне в семье Томаса Ли (1809 – 1870) и Кэролайн Эллисон. Его мать умерла в 1835 году, поэтому воспитанием Стивена занимался его небогатый отец и его вторая жена Элизабер Каммингс Хэмфрис, на которой Томас женился в 1839 году.
Он вырос в городе Эббвилл и, предположительно, участвовал добровольцем в войне с Мексикой. В 1850 году он поступил в военную академию Вест-Пойнт и закончил её 17-м по успеваемости в выпуске 1854 года. Ему присвоили звание второго лейтенанта 4-го артиллерийского полка и отправили в Техас, где он служил в Ринголлдских казармах до 1856 года. 31 октября 1856 года ему было присвоено звание первого лейтенанта. Новости о повышении дошли до него только 27 января 1857 года.
В конце того же года он принял участие в войне с семинолами во Флориде, где служил вместе с Оливером Ховардом. Много лет спустя Ховард вспоминал, что однажды во время марша они увидели мираж: пехотные колонны и обозы высоко в небе. Ховард предположил, что это было видение сцен Гражданской войны, в которой они сражались по разные стороны фронта.
18 сентября 1857 года Ли стал квартирмейстером 4-го артиллерийского полка. Он служил в форте Ливенворт (1857 - 1858) в форте Ларами в Дакоте (1858), на рекрутской службе (1859) и в форте Рэндалл (1859 - 1861). 20 февраля 1861 года он уволился из армии США.
Во время службы в армии США ему всё чаще поручали штабную работу и у него сформировался имидж штабного офицера. Возможно, он сам формировал этот имидж, рассчитывая, что это даст быстрое повышение. Так или иначе, это дало ему хорошие навыки административной работы.